# Державна опера Стара Загора
Державна опера Стара Загора — театр у місті Стара Загора, другий оперний театр у Болгарії після столичного.
Першою постановкою театру стала виконана 27 лютого 1925 опера «Гергана» болгарського композитора Георгі Атанасова. Опера розмістилася у спеціально збудованій для цієї мети будівлі, зала якої була розрахована на 350 місць.
1971 року для опери було збудоване сучасне приміщення на 800 місць. 1991 року театр постраждав від пожежі, до її відновлення 2008 року спектаклі проходили у старому оперному театрі. Щорічно театр проводить травневий фестиваль.